# Юловка (приток Сюксюма)
Юловка — река в России, протекает в Инзенском районе Ульяновской области. Правый приток реки Сюксюм.

## География
Река берёт начало в лесах к юго-западу от посёлка Глотовка. Течёт на северо-запад. У села Юлово на реке образован пруд. Далее река течёт на юго-запад мимо села Труслейка и впадает в Сюксюм на северной окраине города Инза. Устье реки находится в 6,5 км по правому берегу реки Сюксюм. Длина реки составляет 33 км, площадь водосборного бассейна — 333 км².
Основной приток Юловки — река Яшинка.

## Данные водного реестра
По данным государственного водного реестра России относится к Верхневолжскому бассейновому округу, водохозяйственный участок реки — Сура от Сурского гидроузла и до устья реки Алатырь, речной подбассейн реки — Сура. Речной бассейн реки — (Верхняя) Волга до Куйбышевского водохранилища (без бассейна Оки).
Код объекта в государственном водном реестре — 08010500312110000036586.